# モンルピーノ
モンルピーノ（伊: Monrupino ; スロベニア語: Repentabor）は、イタリア共和国フリウリ＝ヴェネツィア・ジュリア州トリエステ県にある、人口約900人の基礎自治体（コムーネ）。

## 名称
標準イタリア語およびスロベニア語以外では以下の名称を持つ。
- ヴェネト語トリエステ方言: Monrupin

## 地理

### 位置・広がり
トリエステ県中部の内陸にあるコムーネで、スロベニアと国境を接する。
コムーネの役場が置かれているコルは、セジャーナの西北西約5km、県都・州都トリエステの約北北東8km、モンファルコーネの東南東約24kmの距離にある。
村域南西部のフェルネッティでは、高速道路 RA14（国道 SS58）がスロベニア国境を越え、スロベニアの高速道路 A3  (it:Avtocesta A3) に接続する。スロベニア側にはセジャーナの市街がある。

#### 隣接コムーネ
隣接するコムーネは以下の通り。括弧内のSLOはスロベニア領を示す。
- セジャーナ (Sesana) (SLO) - 北東
- トリエステ - 南
- ズゴニーコ - 西

### 地勢
カルソ台地上の村である。

### 気候分類・地震分類
モンルピーノにおけるイタリアの気候分類 (it) および度日は、zona F, 3341 GGである。
また、イタリアの地震リスク階級 (it) では、zona 3 (sismicità bassa) に分類される。

### 主要な集落
コムーネで最大の人口を有する集落は、村域西北部に位置するレーペン（Repen、旧称ルピングランデ（Rupingrande）、2001年国勢調査時点で人口約440人）である。村役場は村域中央部に位置するコル（Col、旧称ゾッラ（Zolla）、人口約70人）に置かれている。また、西南部にフェルネッティ（Fernetti / Fernetiči）の集落がある。
役場が置かれた都市・集落（Capoluogo）の名がそのまま自治体（コムーネ）名となることの多いイタリアでは少数派の、役場所在地名とコムーネ名が一致しないコムーネ (it:Comune sparso) である。

## 社会

### 民族
1971年の統計によれば、住民の77.3%はスロバニア系であった。

### 人口

#### 居住地区別人口
国立統計研究所（ISTAT）は居住地区（Località abitata）別の人口として以下を掲げている。統計は2001年時点。
| 地区名      | 標高    | 人口 | 備考 |
| ----------- | ------- | ---- | ---- |
| MONRUPINO   | 250/533 | 868  |      |
| FERNETTI    | 330     | 172  |      |
| RUPINGRANDE | 309     | 438  |      |
| ZOLLA *     | 418     | 68   |      |
| Case Sparse | -       | 190  |      |

ISTATは人口統計上、家屋密度の高い centro abitato （居住の中心地区）、密度の低い nucleo abitato （居住の核となる地区）、まとまった居住地区を形成していない case sparse （散在家屋）の区分を用いている。上の表で地名がすべて大文字で示されているものが centro abitato である。「*」印が付されているのは、コムーネの役場・役所 la casa comunale の置かれている地区である。

## 交通

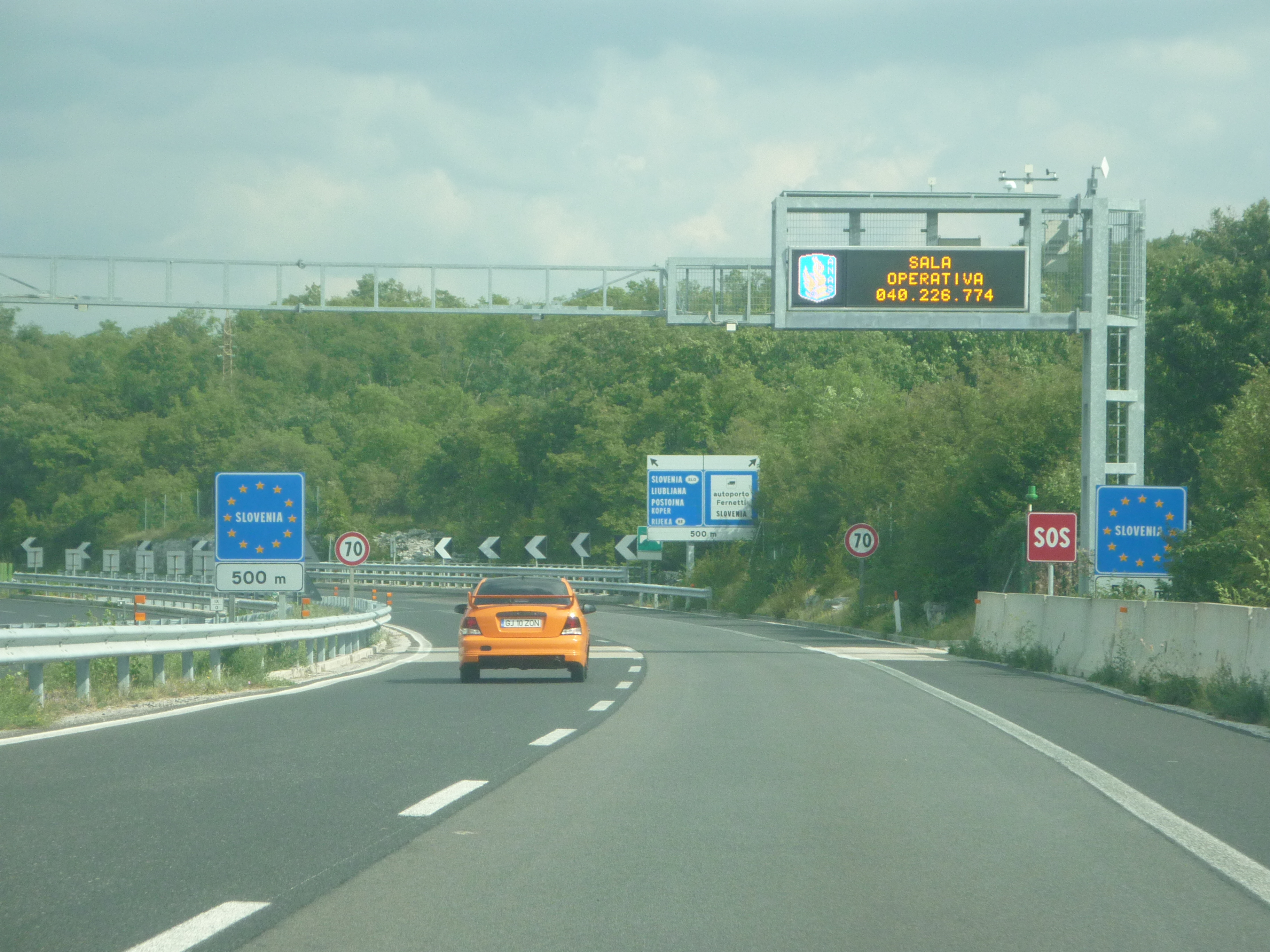
RA14のスロベニア国境

### 道路
高速道路
- RA14 (it:Raccordo autostradale RA14)  / SS58 (it:Strada statale 58 della Carniola)

### 鉄道
- イェセニツェ＝トリエステ線 (it:Ferrovia Jesenice-Trieste)

Col の集落がある丘の下をトンネルで通過し、東北にスロベニアとの国境を越える。コムーネ内に駅はないが、スロベニア側の Dol pri Vogljah  (en:Dol pri Vogljah)  の集落に Repentabor 駅がある。